# Aleksandr Gomelski
Aleksandr Iakovlevitch Gomelski (en russe : Александр Яковлевич Гомельский) est un entraîneur de basket-ball soviétique, né le 18 janvier 1928 à Kronstadt (Union soviétique) et mort le 16 août 2005 à Moscou (Russie). Entraîneur des champions olympiques à Séoul en 1988, il a également conduit l'URSS à deux titres de championne du monde et de multiples titres de championne d'Europe. Il a également remporté quatre coupe des clubs champions. Il a été élu membre, à titre posthume, du FIBA Hall of Fame.

## Biographie
Il commence sa carrière d'entraîneur très jeune, à l'âge de 21 ans, à Leningrad. En 1953, il prend en charge le club letton de ASK Rīga. Sous sa direction, le club remporte les trois premières édition de la Coupe des clubs champions, ancien nom de l'Euroligue. En 1958, pour la première édition, le club remporte les deux rencontres de la finale face au club bulgare de l'Academic Sofia, 86 à 81 puis 84 à 71 à Sofia. La finale de la saison suivante oppose les deux mêmes adversaires, avec de nouveau deux victoires à zéro pour le club soviétique. Lors de la troisième édition, Gomelsky s'appuie sur un pivot de 2,18 mètres, Jānis Krūmiņš, pour l'emporter face au Dynamo Tbilisi. Sous sa direction, le club de remporte trois titres de champion d'URSS, en 1955, 1957 et 1958.
Il rejoint ensuite le club du CSKA Moscou. Il entraîne celui-ci jusqu'en 1980, remportant 10 titres de champion URSS, de 1970 à 1974, de 1976 à 1980. Il remporte également sa quatrième coupe des clubs champions en 1971, face au club italien de Ignis Varèse en l'emportant à Anvers sur le score de 69 à 53. Ce même club l'avait privé du titre lors de la finale précédente à Sarajevo. Le club soviétique est de nouveau battu en finale par le même adversaire en 1973 à Liège.
En 1988, il quitte son club de Moscou. Il fait ensuite deux expériences à l'étranger, en Espagne à Unelco Tenerife. En 1990, il prend la succession de l'Américain Bill Sweak à la tête du CSP Limoges mais il ne termine finalement pas la saison, laissant son ancien assistant Olivier Veyrat conduire le club limougeaud à la finale du championnat de France en fin de saison.
Son principal trophée est la victoire de l'URSS aux Jeux olympiques 1988 à Séoul, où les soviétiques (notamment avec le Lituanien Arvydas Sabonis) mirent fin à une longue domination des équipes amateurs américaines, vingt et une victoires consécutives en phase finale des jeux olympiques depuis les jeux de Montréal, qu'ils défirent en demi-finale. En finale, les soviétiques battent en finale la Yousgoslavie sur le score de à 76 à 63.
Par contre, bien que sélectionneur de l'équipe d'URSS en 1972, il ne participa pas à la victoire controversée de son équipe lors des Jeux olympiques 1972 à Munich. Le KGB, en raison de ses origines juives, lui confisqua son passeport de peur de le voir émigrer en Israël.
Lors des tournois olympiques, l'URSS, sous sa direction, remporte une médaille d'argent aux jeux de 1964 à Tokyo puis deux médailles de bronze, en 1968 à Mexico et en 1980 à Moscou. Ce dernier résultat est un échec: malgré l'absence des Américains en raison du boycott, les Soviétiques ne parviennent pas à remporter le titre, avec deux défaites face aux Italiens et aux Yougoslaves.
Sélectionneur de l'équipe nationale pendant de 19 ans, il l'emmena à sept victoires dans le championnat d'Europe des nations (1961, 1963, 1965, 1967, 1969, 1979, et 1981), ainsi qu'au championnat du monde en 1967 et 1982.
Après sa carrière d'entraîneur, il reste dans le monde du basket-ball. Il occupe le poste de président de la Fédération de Russie de basket-ball durant la période 1991-1992. Il occupe également le poste de président de son ancien du CSKA Moscou jusqu'à sa mort en 2005.
En mars 2007, il est introduit à titre posthume au sein du FIBA Hall of Fame. Il a également nommé parmi les cinquante plus grand contributeurs du basket-ball européen par la FIBA Europe, classement déterminé dans le cadre des cérémonies commémorant le cinquantenaire de la coupe des clubs champions.
Le Prix Aleksandr Gomelski récompense chaque année le meilleur entraîneur de l'Euroligue.

## Équipes
- 1949 - 1952 : SKA Leningrad
- 1953 - 1966 : ASK Rīga
- 1969 - 1980, 1985 - 1986 : CSKA Moscou
- 1988 - 1989 : Unelco Tenerife
- 1990 - 1991 : CSP Limoges

Équipe nationale
- URSS : 1961–1970, 1977–1983, 1987–1988